# Javron-les-Chapelles

Javron-les-Chapelles este o comună în departamentul Mayenne, Franța. În 2009 avea o populație de 1,456 de locuitori.